# Tempelklädnad

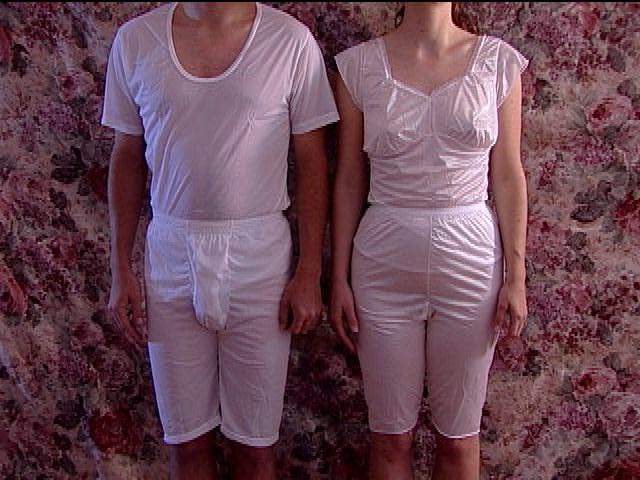
Exempel på tempelklädnader.

Tempelklädnad är de underkläder som kan bäras av medlemmar av Jesu Kristi Kyrka av Sista Dagars Heliga och andra anhängare av mormonismen.
Den som genom en särskild, helig ritual ingått förbund bär för resten av sitt liv "det heliga prästadömets klädnad". Den "representerar klädnaden som gavs till Adam när han befann sig naken i Edens lustgård". Om man alltid bär denna klädnad har man enligt kyrkans tro Guds löfte att "den kommer att vara en [andlig] sköld och ett skydd för dig mot förstörarens makt".